# Света Троица (Скачинци)
Вижте пояснителната страница за други значения на Света Троица.
„Света Троица“ (на македонска литературна норма: „Света Троица“) е възрожденска православна църква във велешкото село Скачинци, централната част на Северна Македония, част от Градската енория на Повардарската епархия на Македонската православна църква – Охридска архиепископия.
Църквата е разположена в югозападния край на селото. Построена е и изписана в 1870 година или 1883 година. Църквата като строеж, резби и икони е дело на Яков Г. Дамянов, представител на Дебърската художествена школа.